# Grant Hanley
Pour les articles homonymes, voir Hanley (homonymie).
Grant Hanley, né le 20 novembre 1991 à Dumfries, est un footballeur international écossais qui évolue au poste de défenseur à l'Hibernian FC.

## Biographie

### En club
Arrivé aux Blackburn Rovers en 2008 en provenance du Rangers FC, Hanley est nommé capitaine de l'équipe des moins de 18 ans des Rovers. Le 9 mai 2010, il prend part à son premier match en équipe première lors de la dernière journée de championnat face à Aston Villa avant de signer son premier contrat professionnel le 21 juillet suivant.
Le 5 mars 2011, le défenseur écossais marque son premier but avec Blackburn à l'occasion du match face à Fulham. Malgré ce but, les Rovers s'inclinent (3-2).
Le 21 juillet 2016, le capitaine des Rovers s'engage pour cinq ans avec Newcastle United. Il ne prend part qu'à 17 matchs toutes compétitions confondues lors de sa seule saison avec les Magpies.
Le 30 août 2017, Hanley s'engage pour quatre ans avec Norwich City. En 2019, il est nommé capitaine du club. En 2022, il prolonge son contrat jusqu'en juin 2025. Le joueur quitte, en janvier 2025, le club pour rejoindre un club de League One.
Il signe, le 17 janvier 2025, à Birmingham City un contrat d'une année, soit pour la saison 2024-2025.

### En sélection
Entre 2010 et 2011, Grant Hanley est sélectionné en équipe d'Écosse des moins de 19 ans à cinq reprises. Il porte le brassard de capitaine de cette catégorie quand il est convoqué avec les espoirs pour disputer le match face à l'Irlande du Nord le 17 novembre 2010 (victoire 3-1), trois jours avant ses 19 ans. 
Le 25 mai 2011, il honore sa première sélection en A en entrant en fin de match à la place de Gary Caldwell lors du match de Nations Cup face au pays de Galles.
Hanley est retenu dans la liste des vingt-six joueurs écossais sélectionnés par Steve Clarke pour disputer l'Euro 2020.
En juin 2024, il fait partie de la liste des 26 joueurs convoqués par Steve Clarke pour disputer l'Euro 2024 .

## Statistiques
| Saison    | Club             | Pays           | Championnat        | Coupes nationales | Coupes d’Europe | Sélection Écosse |
| --------- | ---------------- | -------------- | ------------------ | ----------------- | --------------- | ---------------- |
| 2009-2010 | Blackburn Rovers | Premier League | 1 match            | -                 | -               | -                |
| 2010-2011 | Blackburn Rovers | Premier League | 7 matchs / 1 but   | 2 matchs          | -               | 2 matchs         |
| 2011-2012 | Blackburn Rovers | Premier League | 23 matchs / 1 but  | 5 matchs          | -               | 1 match          |
| 2012-2013 | Blackburn Rovers | Championship   | 32 matchs / 2 buts | 6 matchs / 1 but  | -               | 2 matchs / 1 but |

Dernière mise à jour le 25 mars 2013

## Palmarès

### En club
- Newcastle United
  - Champion d'Angleterre de deuxième division en 2017.

- Norwich City
  - Champion d'Angleterre de deuxième division en 2019 et 2021.

- Birmingham City
  - Champion de League One en 2024-25.

### Distinction personnelle
- Membre de l'équipe-type de EFL Championship en 2021.